# Lluís Dalmau
Lluís Dalmau (en espagnol Luis Dalmau), né à Valence vers 1400 et mort dans cette même ville vers 1460, est un peintre du royaume d'Aragon s'inscrivant dans l'art hispano-flamand. Bien que peu de documents à son sujet aient été conservés, on sait, notamment par le biais de commandes de tableaux ou de retables, qu'il a été en activité à Valence de 1428 à 1438, puis à Barcelone de 1438 à 1460. 
En 1431, il est envoyé par le roi Alphonse V d'Aragon s'instruire en Flandre auprès de Van Eyck.
Il est l'auteur de la Vierge des Conseillers (1443-1445), un tableau commandé par cinq conseillers de la ville de Barcelone, qui dénote l'influence de Jan van Eyck - dont il a probablement pu observer certaines œuvres au cours d'un voyage en Flandres effectué entre 1431 et 1436. C'est l'une des seules œuvres subsistant aujourd'hui qu'on lui attribue avec certitude. Il est également l'auteur du Retable de saint Baudile de l'église de Sant Boi de Llobregat) ; exposé autrefois à l'hôtel de ville de Barcelone, il se trouve actuellement au Musée national d'art de Catalogne. 

## Galerie

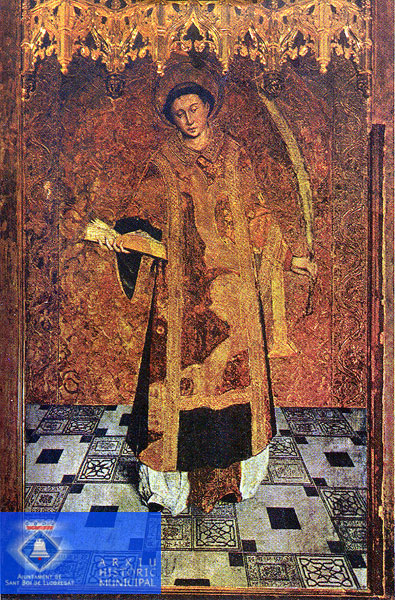
Baudile de Nîmes. Église de Sant Boi. MNAC
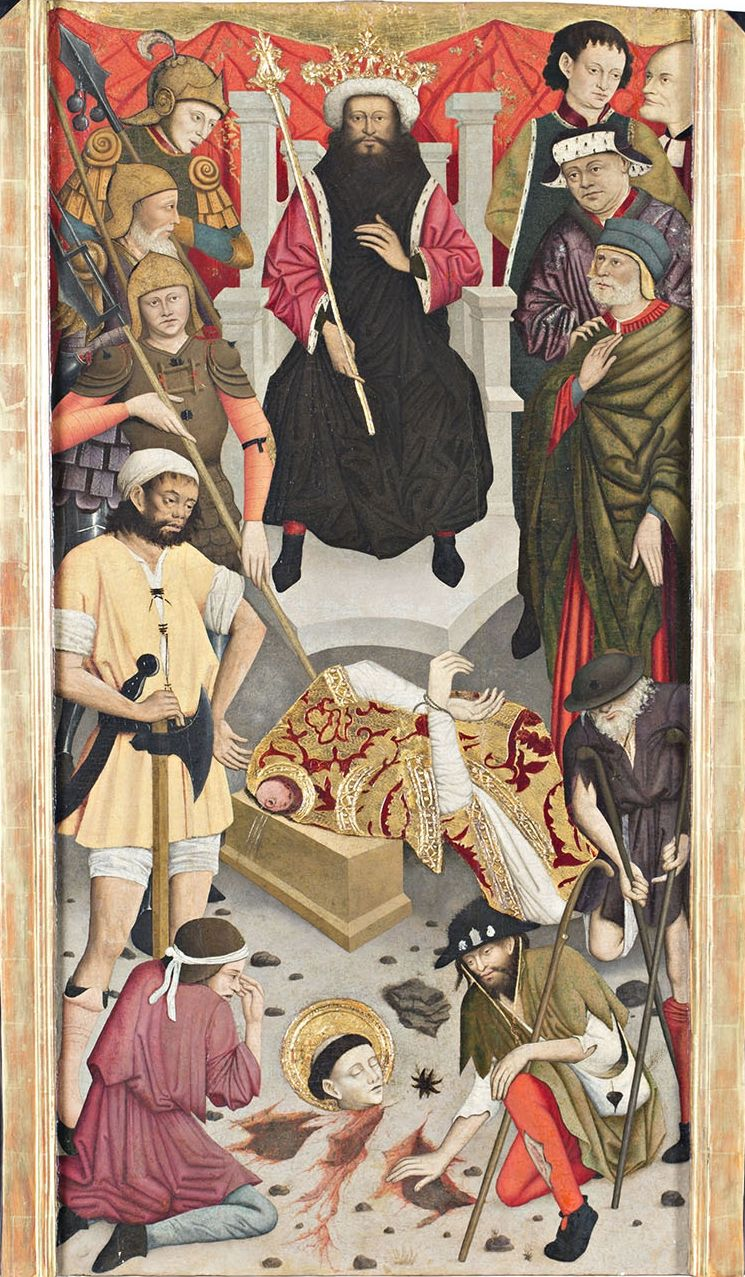
Décapitation de Baudile de Nîmes
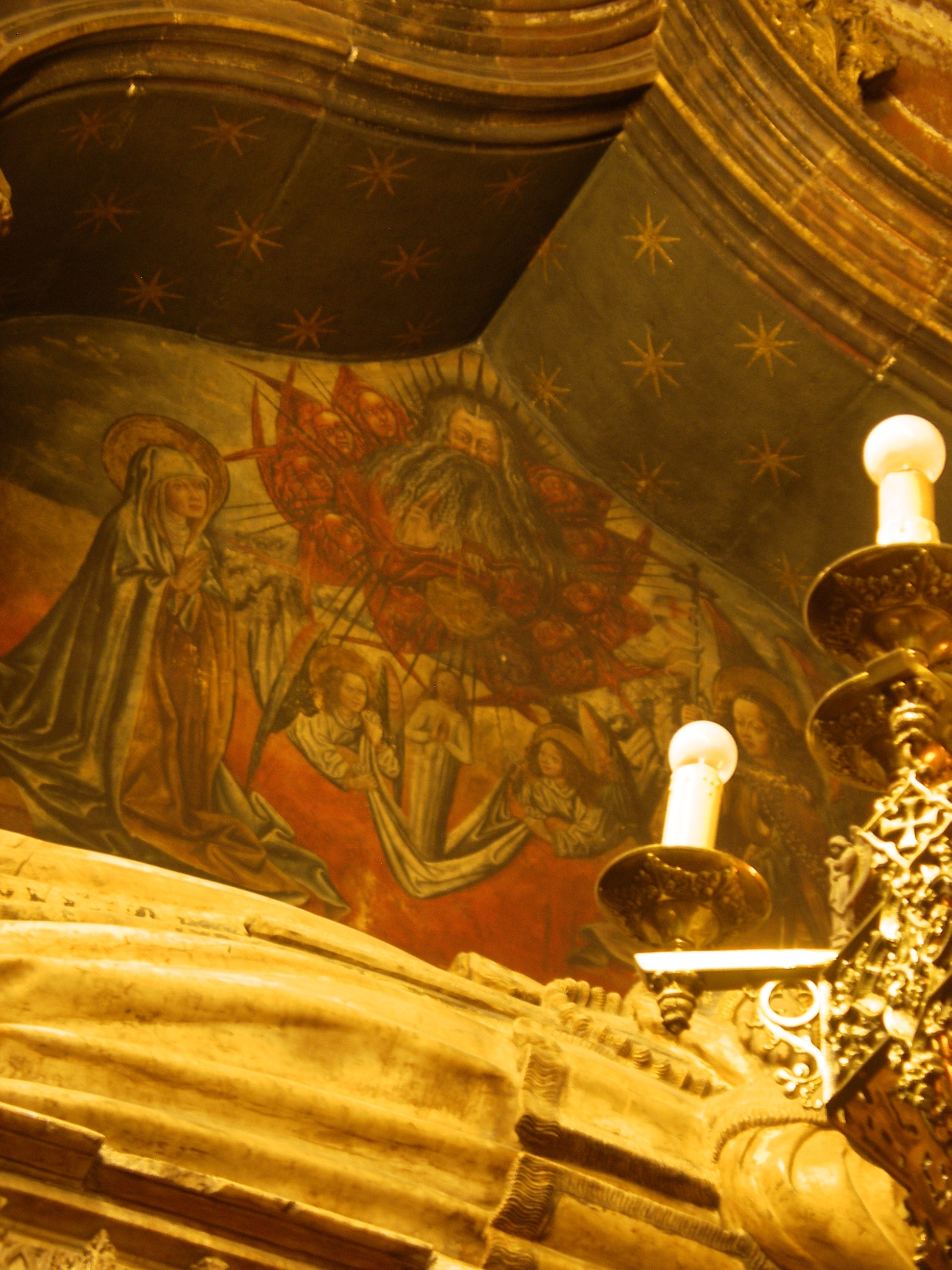
Tombe de Sança Ximenis de Cabrera (Cathédrale de Barcelone)